# Nord-occidentale (distretto di Mosca)
Il distretto amministrativo nord-occidentale, in russo Северо-Западный административный округ?, è uno dei 12 distretti amministrativi in cui è suddivisa la città di Mosca.
È servito dalle linee di metropolitana Tagansko-Krasnopresnenskaja e Arbatsko-Pokrovskaja.
Viene suddiviso in 8 quartieri:
- Kurkino (Куркино)
- Mitino (Митино)
- Pokrovskoe-Strešnevo (Покровское-Стрешнево)
- Severnoe Tušino (Северное Тушино)
- Strogino (Строгино)
- Chorošëvo-Mnëvniki (Хорошёво-Мнёвники)
- Ščukino (Щукино)
- Južnoe Tušino (Южное Тушино)